# 기인제
기인제(其人制)는 고려 태조 때부터 시행된 고려 지방의 호족 자제를 인질로 상경 숙위(宿衛)케 하는 제도 및 관직이다.
고려 초에는 향리(鄕吏)의 자제를 뽑아 서울에 데려와서 볼모로 삼는 한편, 그 출신 지방 사정에 관한 고문을 삼았다. 이것은 신라 때의 상수리(上守吏)에서 연유된 것으로 향리의 세력을 회유·억제하기 위한 것이었으며, 국가의 기반이 잡히면서 기인제는 점차 질적 변화를 가져왔다. 그 후 몽골의 침입 때에는 부역에 동원되기도 하였다고 한다.

## 같이 보기
- 인질 정책
- 상수리 제도